# لالماية
قرية تابعة لبلدية تاجرونة تقع قرب الحدود مع ولاية البيض حيث تحدها غربا بلدبة بريزينة ، تسعى لتكون بلدية بحد ذاتها فهي تتمتع بكل مقومات البلدية من عدد سكان و مساحة و مقومات سياحية.